# Peter Darling
Peter Darling (Londra, 25 ottobre 1963) è un ex ballerino e coreografo britannico.

## Biografia
Nato nel 1950, Peter Darling ha studiato all'Alleyn's School. Dopo gli esordi da danzatore, Darling si è affermato come coreografo a partire dagli anni novanta, curando le coreografie di numerosi successi del teatro musical londinese. Nel West End di Londra ha coreografato numerosi musical e operette, tra cui Candide al National Theatre nel 1999, Merrily We Roll Along alla Donmar Warehouse nel 2000 e The Lord of the Rings al Drury Lane Theatre nel 2007. Nel 2005 ha ottenuto il suo più grande success con Billy Elliot the Musical, per cui ha vinto il Laurence Olivier Award e il Tony Award alla miglior coreografia quando lo show fece il suo debutto a Broadway nel 2009. Nel 2012 ha curato le coreografie anche del musical Matilda per la Royal Shakespeare Company, per cui ha ottenuto il suo secondo Tony Award. Attivo anche in campo cinematografico, nel 2004 ha diretto le coreografie del film Il fantasma dell'opera di Joel Schumacher, tratto dall'omonimo musical di Andrew Lloyd Webber.